# Многокоренник обыкновенный
Многоко́ренник обыкнове́нный, также спироде́ла многокорнева́я, или многокорешко́вая (лат. Spirodéla polyrhíza), ря́ска многокоренник (Lémna polyrhiza), — вид многолетних водных растений, типовой вид рода Многокоренник (Spirodela) семейства Ароидные (Araceae).

## Ботаническое описание
Многолетнее водное растение, обычно растущее в скученных колониях, образуя маты на поверхности воды. Стебли плавающие на поверхности воды, плоские, листовидные, округлые или обратнояйцевидные, до 6 мм длиной и до 5 мм шириной, утолщённые, с верхней стороны светло-зелёные, с нижней — красноватые. Вегетативно размножается отделяющимися от материнского растения веточками. В основании стебля имеется пучок корней в числе 3—5.
Цветки однополые, в соцветии по одному пестичному и двум тычиночным цветкам, развивающихся при основании стебля.
Осенью образует округлые сплюснутые буро-красные побеги, погружающиеся на дно водоёма.

## Распространение
Широко распространённое в умеренных поясах Северного и Южного полушарий растение. Встречается в разнообразных водоёмах со стоячей или медленно текущей водой, часто вместе с Lemna и Wolffia, либо с Pistia и Salvinia.

## Значение и применение
Используется в качестве аквариумного растения.
Листья — питательный корм для свиней, гусей, уток и кур. Употреблялось в народной медицине против ревматизма.

## Таксономия
Spirodela polyrhiza (L.) Schleid., Linnaea 13: 392 (1839) ["polyrrhiza"]. — Lemna polyrhiza L., Sp. Pl. 2: 970 (1753).

### Синонимы
- Lemna major Griff., 1851
- Lemna maxima Blatt. & Hallb., 1921
- Lemna orbicularis Kit. ex Schult., 1814
- Lemna orbiculata Roxb., 1814
- Lemna polyrhiza L., 1753basionym
- Lemna thermalis P.Beauv. ex Nutt., 1818
- Lemna umbonata A.Braun ex Hegelm., 1868
- Lenticula polyrrhiza (L.) Lam., 1779
- Spirodela atropurpurea Friche-Joset & Montandon, 1856
- Spirodela maxima (Blatt. & Hallb.) McCann, 1942
- Telmatophace orbicularis (Kit. ex Schult.) Schur, 1853
- Telmatophace polyrrhiza (L.) Godr., 1844